# 阿根廷人口普查
从1968年起阿根廷共和国的人口普查是由国家统计与普查研究所（西班牙語：Instituto Nacional de Estadística y Censos，简称INDEC）进行。然而，第一次人口普查是在1869年多明戈·福斯蒂诺·萨米恩托总统期间进行的。
根据现行的阿根廷国家宪法，每10年必须进行一次人口普查。这自1960年人口普查以来一直如此，但在1990年和2000年人口普查由于预算原因推迟一年，而2020年人口普查因COVID-19大流行而推迟，目前计划在2022年进行。
从历史上看，阿根廷曾进行过事实上的人口普查，其中包括在人口普查时对居住在住宅中的人进行普查，包括那些通常不居住在家庭中但在那里“过夜”。对于2022年人口普查，决定修改所使用的方法，首次进行法律上的人口普查。

## 历史

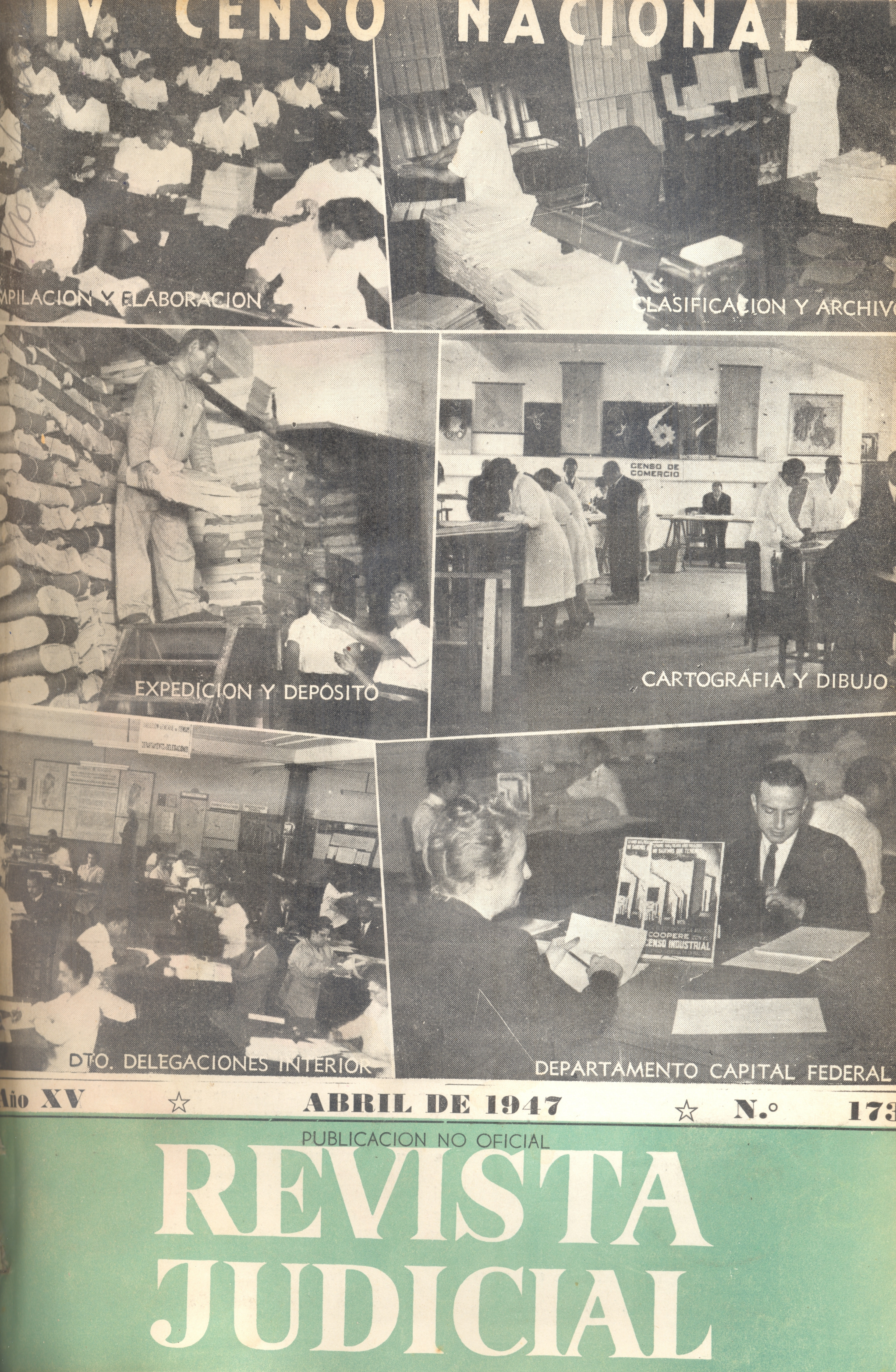
1947年全国人口普查广告

INDEC从创立之初就一直负责普查工作的方法设计、规划、实施和评估。在被创立之前，由于需要了解有关居民数量和状况的信息，这促使进行了许多人口普查。
- 1776年：拉普拉塔总督辖区的建立当年，西班牙国王卡洛斯三世下令在殖民地进行年度人口普查。1778年的人口普查显示共有186.526人居住在总督区，其中有超过30%被归类为黑人。[3]

- 1869年（西班牙语：Censo argentino de 1869）：时任总统多明戈·福斯蒂诺·萨米恩托决定进行阿根廷第一次人口普查。然而，普查的覆盖范围却并不全面，如原住民没有被包括在普查中。这次调查恰逢巴拉圭战争的军事征兵令和对蒙托内拉（西班牙语：Montonera）的镇压。统计中共有6,276人，其中女性171人被征兵入伍。黄热病是影响报告的出版的原因之一，最终该报告于1872年4月出版，而不是在六个月前准备好时侯。

- 1895年（西班牙语：Censo argentino de 1895）：何塞·埃瓦里斯托·乌里布鲁总统任期间，阿根廷第二次人口普查开始准备。调查范围包括所谓的“沙漠”（巴塔哥尼亞）和查科地区。在这次人口普查中，调查内容包括宗教、生育率、财产所有权和国籍有关的问题。最终报告以西班牙语和法语发布，这是为了在1900年世界博览会的阿根廷馆宣传结果而制作的双语版。

- 1914年（西班牙语：Censo argentino de 1914）：罗克·萨恩斯·佩尼亚总统任期间，第三次人口普查开始进行。报告的10卷出版速度很快，因为正好恰逢1916年阿根廷独立一百周年的庆祝活动。

- 1947年（西班牙语：Censo argentino de 1947）：胡安·多明戈·庇隆总统的第一个任期间实行。这是第一个将家庭视为分析单位。也调查了关于教育和就业的问题。这也是第一次将计算机技术用于数据处理。

- 1960年（西班牙语：Censo argentino de 1960）：阿图罗·弗朗迪西总统任期间实行。深入研究了作为生活质量指标的住房特征。

- 1970年（西班牙语：Censo argentino de 1970）：在事实上的政府，罗伯特·马塞洛·莱文斯顿（西班牙语：Roberto Marcelo Levingston）将军期间实行。这次人口普查的新颖之处在于使用手写字符的光学阅读器。

- 1980年（西班牙语：Censo argentino de 1980）：在事实上的豪尔赫·拉斐尔·魏地拉中将政府期间实行。这次普查的一项新颖点是抽样技术作为人口普查登记的补充，也就是有一份针对全国人口的“基本”问卷，以及一份针对一部分的扩展问卷。

- 1991年（西班牙语：Censo argentino de 1991）：这次调查因为金融危机的原因无法按时进行，最后在卡洛斯·梅内姆第一个总统任期间的5月15日开始实行。这次调查首次引入了与健康保险和养老金状况相关的问题。

### 2001年人口普查
人口普查于2001年11月进行，距费尔南多·德拉鲁阿总统辞职几周前。由于经济危机致使普查被推迟了一年。事实上，统计的方式确定由中学和小学教师直接访谈来取得数据，但教育工作者联合会的一次特别代表大会投票决定教师不参加人口普查，以抗议未向教师支付激励工资。
这次普查，新增了与残疾、原住民后裔或认同、和家电相关的问题。2001年11月人口普查显示人口数量达到36,260,130人。随后INDEC通过人口普查覆盖率以及核对人口，使数据修正到37,282,970人。2008年的人口估计为39,745,613人。
根据2001年人口普查的结果，人口最多的城市群是12,046,799人的大布宜诺斯艾利斯、1,582,170人的科尔多瓦都会区、1,350,109人的大罗萨里奥和848,660人的大门多萨。
在调查期间没有进行抽样，也就是说他们使用相同且唯一的问卷来收集信息。

### 2010年人口普查
2010年人口普查于10月27日星期三进行。这次人口普查是阿根廷，自2010年7月15日批准同性婚姻法，首次将同性恋纳入统计。同时添加了原住民和非裔后代的数据。

## 人口数量演变
| 年份/普查 | 人口       | 人口增长率 | 年均增长率 |
| --------- | ---------- | ---------- | ---------- |
| 1869年    | 1.877.490  | -          | -          |
| 1895年    | 4.044.911  | 115,4%     | 3,00%      |
| 1914年    | 7.903.662  | 95,4%      | 3,59%      |
| 1947年    | 15.893.811 | 101,1%     | 2,14%      |
| 1960年    | 20.013.793 | 25,9%      | 1,79%      |
| 1970年    | 23.364.431 | 16,7%      | 1,56%      |
| 1980年    | 27.949.480 | 19,6%      | 1,81%      |
| 1991年    | 32.615.528 | 16,7%      | 1,41%      |
| 2001年    | 36.260.140 | 11,2%      | 1,06%      |
| 2010年    | 40.117.096 | 10,6%      | 1,12%      |